# 東我孫子站
東我孫子站（日语：／ Higashi-Abiko eki */?）是位於千葉縣我孫子市下戶，東日本旅客鐵道（JR東日本）的成田線（我孫子支線）車站。

## 歷史
此站原本是一座可列車交會的號誌站，後來在1950年變成為旅客車站。
- 1950年（昭和25年）10月12日：日本國有鐵道成田線我孫子至湖北之間開設此站[1][3]。旅客のみの取り扱い[3]。
- 1967年（昭和42年）9月：開始建設列車交會設備。
- 1968年（昭和43年）
  - 3月15日：交會設備工程完成。
  - 3月28日：交會設備開始使用。
- 1970年（昭和45年）10月1日：局界線變更，由東京北鐵道管理局變為由千葉鐵道管理局管轄[4]。
- 1971年（昭和46年）頃：隨著天王台站啟用，此站成為無人車站[5][6]。
- 1973年（昭和48年）10月1日：成田線我孫子至成田之間電氣化完成。開設北出口[1]。
- 1987年（昭和62年）4月1日：伴隨國鐵分割民營化，車站由東日本旅客鐵道（JR東日本）營運[1]。
- 2001年（平成13年）11月18日：此站開始可以使用IC卡「Suica」[7]。

## 構造
此站是地面車站，設有2面2線的單式月台。月台高度比列車車廂高度低。兩月台之間設有站內平交道。在1971年前，於2號月台中間設有車站大樓與出入口。
此站是由湖北站管理的無人車站，設有乘車站證明票發行機、簡易Suica閘機（在月台通道側）。此站沒有自動售票機。在我孫子方向月台側近出口附近設有售票小屋，在部分時段設有車站職員或車長當值。
在2018年3月起，車站南出口側設有新的站名牌。由於此站鄰近我孫子高爾夫倶樂部，因此站名牌背景為哥爾夫球場，而我孫子的「我」字右上角的一點是一個哥爾夫球。站名牌北邊和南邊的背景有所相異，北邊的背景是果嶺部分（參見本節圖片），而南邊是人工草坪作為背景。

### 月台
| 月台 | 路線                   | 上下行 | 方向             |
| ---- | ---------------------- | ------ | ---------------- |
| 無   | ■ 成田線（我孫子支線） | 下行   | 木下、成田方向   |
| 無   | ■ 成田線（我孫子支線） | 上行   | 我孫子、上野方向 |

參考
- 此站較多列車進行列車交會。
- 在列車進站時，上行列車出發時會關上平交道閘口，乘客不能前往上下行月台。

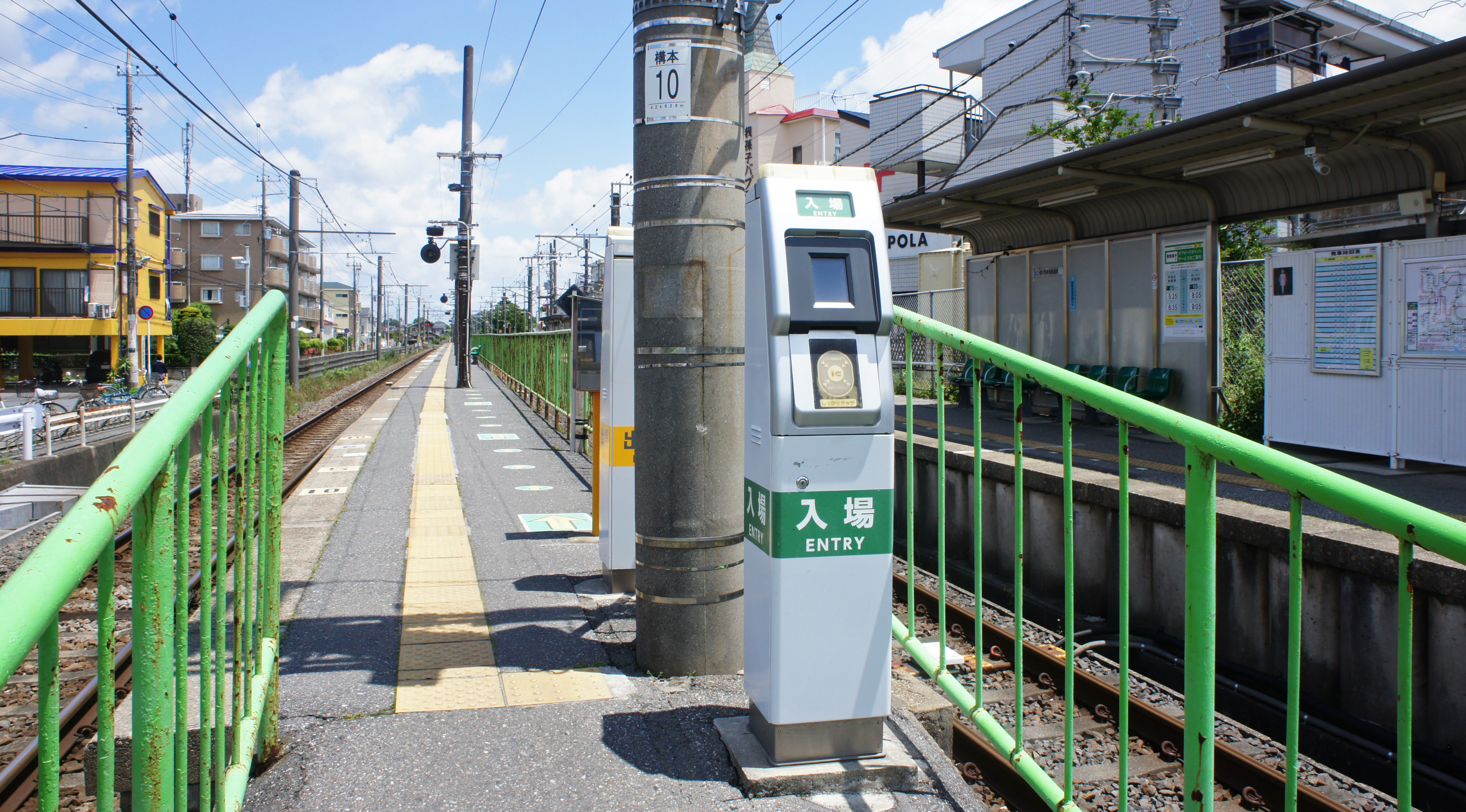
北閘口（2021年5月23日）
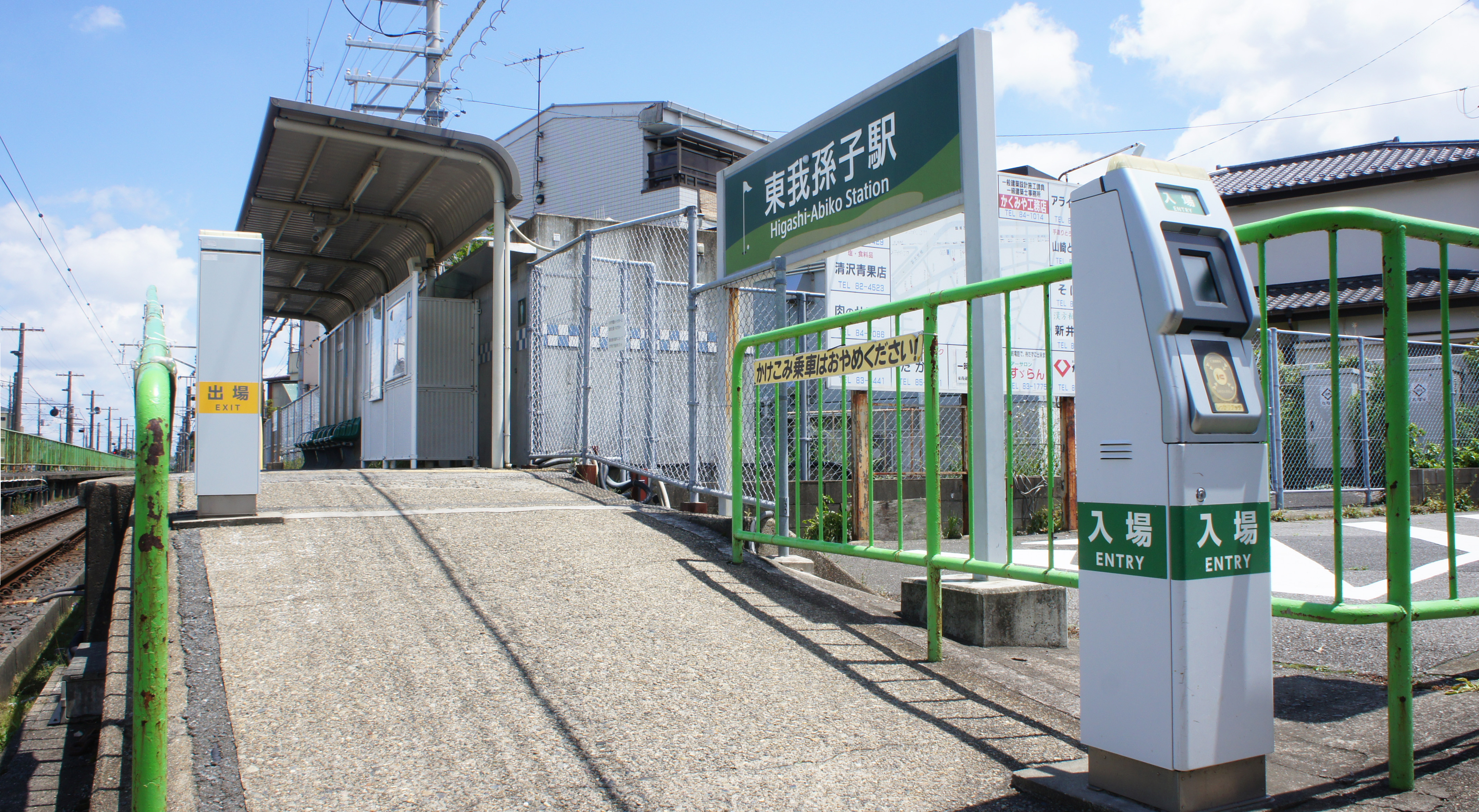
南閘口（2021年5月23日）
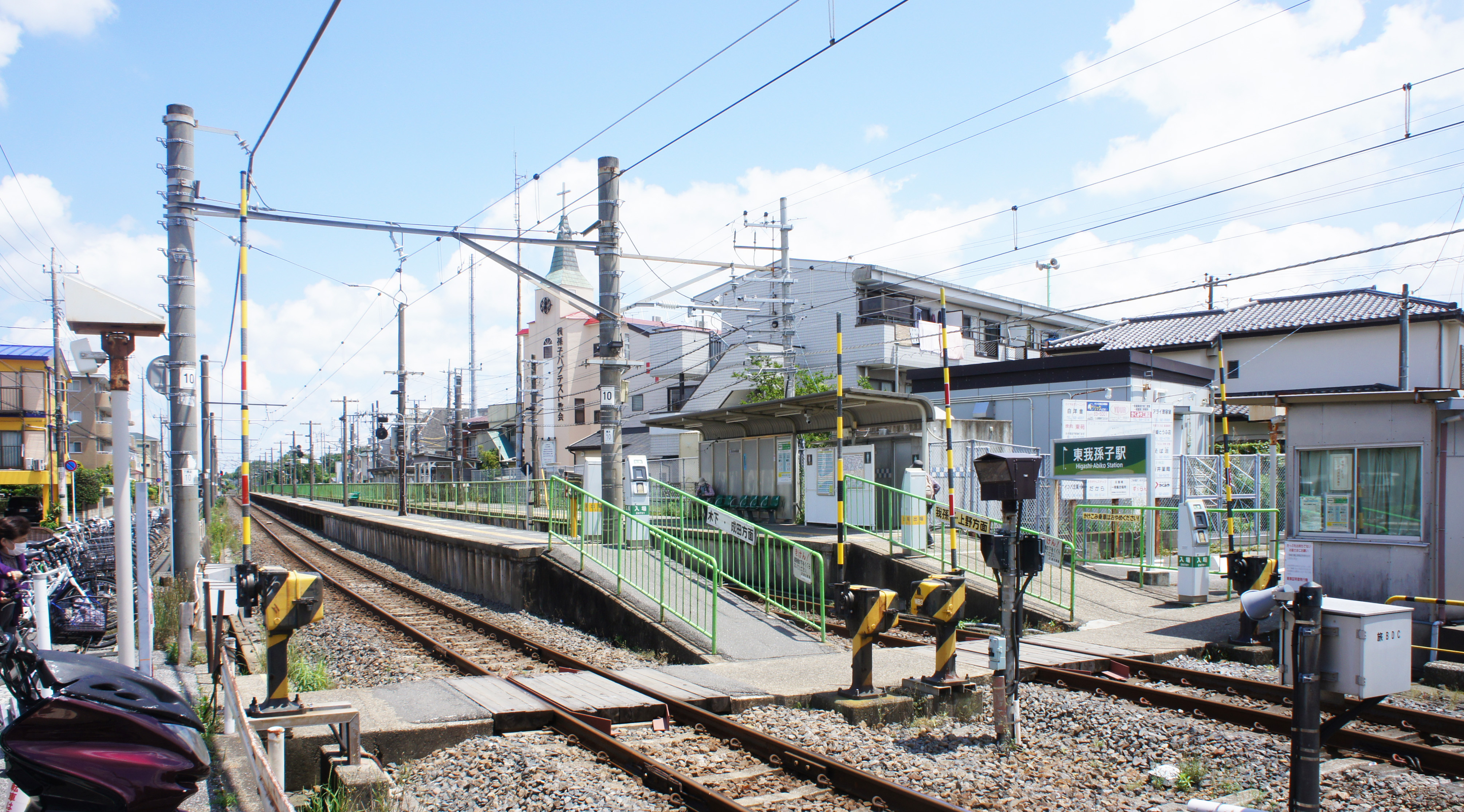
月台（2021年5月23日）

### 發車音樂
| 1 | 假日 V1     |
| 2 | 小川潺潺 V1 |

## 利用狀況
在2006年（平成18年）度1日平均乘車人次為729人。與車站北邊的天王台站比較，由於該站是位於電車特定區間（使用相對便宜的收費比率），因此前往東京方向的乘客傾向前往天王台站乘車。但是此站與新木站一樣，使用人次有輕微增加的增向。
以下為乘車人次變化列表：
| 乘車人次變化       | 乘車人次變化     | 乘車人次變化 |
| 年度               | 1日平均 乘車人次 | 參考資料     |
| ------------------ | ---------------- | ------------ |
| 1990年（平成02年） | 593              | [ * 1 ]      |
| 1991年（平成03年） | 565              | [ * 2 ]      |
| 1992年（平成04年） | 603              | [ * 3 ]      |
| 1993年（平成05年） | 608              | [ * 4 ]      |
| 1994年（平成06年） | 607              | [ * 5 ]      |
| 1995年（平成07年） | 682              | [ * 6 ]      |
| 1996年（平成08年） | 668              | [ * 7 ]      |
| 1997年（平成09年） | 642              | [ * 8 ]      |
| 1998年（平成10年） | 702              | [ * 9 ]      |
| 1999年（平成11年） | 706              | [ * 10 ]     |
| 2000年（平成12年） | 715              | [ * 11 ]     |
| 2001年（平成13年） | 738              | [ * 12 ]     |
| 2002年（平成14年） | 720              | [ * 13 ]     |
| 2003年（平成15年） | 735              | [ * 14 ]     |
| 2004年（平成16年） | 732              | [ * 15 ]     |
| 2005年（平成17年） | 708              | [ * 16 ]     |
| 2006年（平成18年） | 729              | [ * 17 ]     |

## 周邊

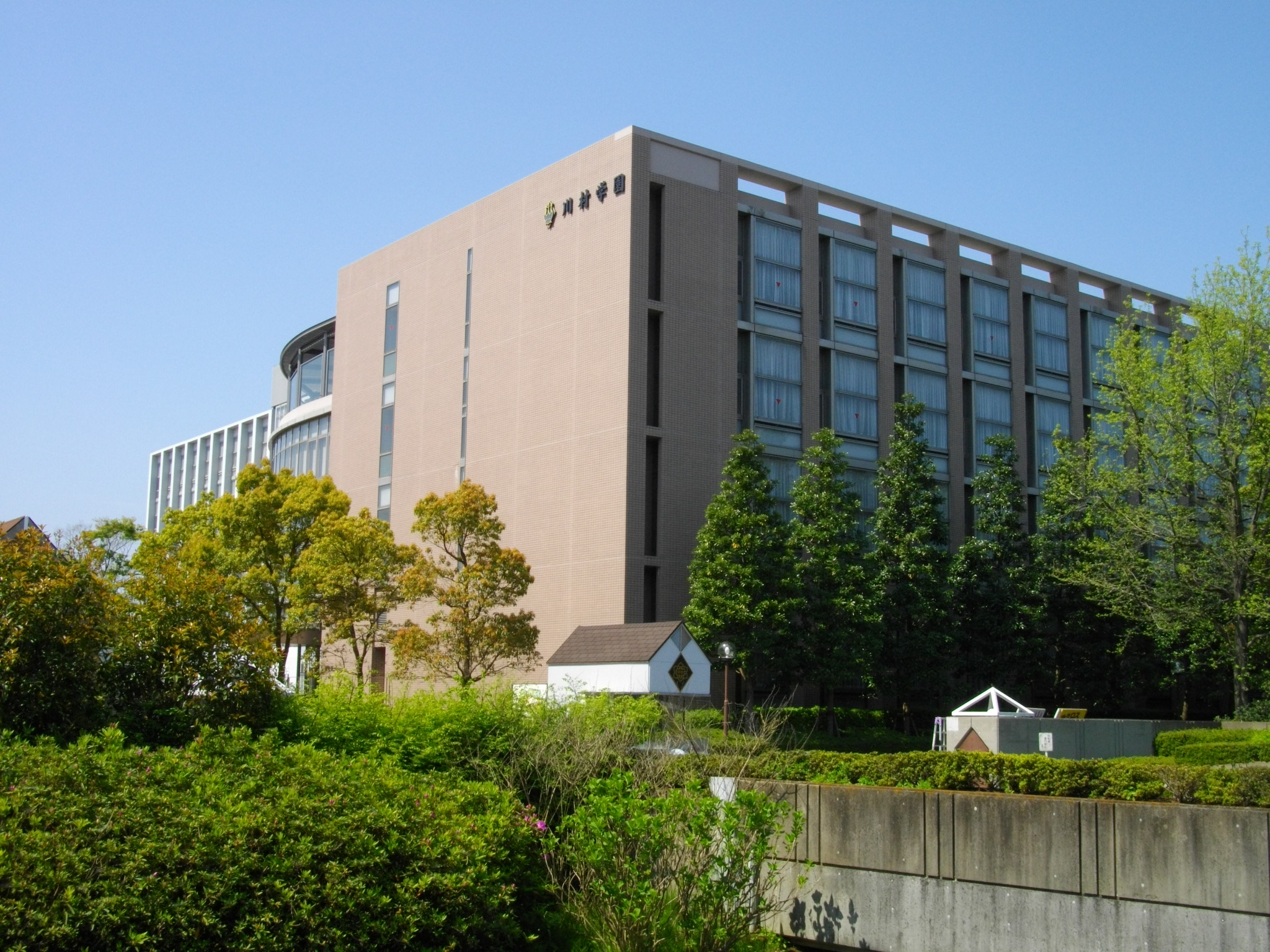
川村學園女子大學

車站附近為住宅區。西北方為天王台、東北方為下戸、西南方為東我孫子的住宅區。在東南方設有哥爾夫球場「我孫子高爾夫俱樂部」。曾經在車站大樓前（南邊）附近設有酒屋、藥局、蕎麥麵店和郵局等設施。此站距離常磐線天王台站和天王台住宅區大約1公里，距離手賀沼也是1公里。
車站南邊
- 東我孫子站前郵局
- 我孫子郵局（日语：我孫子郵便局）
- 我孫子高爾夫倶樂部
- 我孫子市立我孫子中學（日语：我孫子市立我孫子中学校）
- 阪東自動車（日语：阪東自動車）總部（我孫子營業所，東我孫子車廠）
- 手賀沼（日语：手賀沼）
- 我孫子市岡發戶市民之森
- 日立綜合經營研究所

車站北邊
- 川村學園女子大學（日语：川村学園女子大学） - 成田方面から来る場合の最寄り駅となる。
- 中央學院高等學校（日语：中央学院高等学校）
- 國道356號（日语：国道356号）

## 巴士路線
| 乘車處   | 系統           | 主要途經                         | 目的地       | 巴士公司   | 備註        |
| -------- | -------------- | -------------------------------- | ------------ | ---------- | ----------- |
| 東我孫子 | 1,2,3          | 湖北站入口、新木站入口           | 布佐站南出口 | 阪東自動車 |             |
| 東我孫子 | 14,15,17,19,20 | 團地中央、湖北台八丁目           | 湖北站南出口 | 阪東自動車 |             |
| 東我孫子 | 16,18,21       | 團地中央、湖北台中學             | 湖北站南出口 | 阪東自動車 |             |
| 東我孫子 | 1,20,21        | 天王台站、東我孫子車廠、市政廳   | 我孫子站     | 阪東自動車 |             |
| 東我孫子 | 19             | 天王台站、東我孫子車廠、第一小學 | 我孫子站     | 阪東自動車 | 假日只有1班 |
| 東我孫子 | 2,15,16        | 天王台站                         | 東我孫子車廠 | 阪東自動車 |             |
| 東我孫子 | 3,17,18        |                                  | 天王台站     | 阪東自動車 |             |

## 相鄰車站
東日本旅客鐵道（JR東日本）
■成田線（我孫子支線）
我孫子（JJ 08）－我孫子－湖北

## 注腳

### 利用狀況
1. ↑  千葉縣統計年鑑 （页面存档备份，存于）（日語） - 千葉縣
2. ↑  我孫子市の統計 （页面存档备份，存于）（日語） - 我孫子市

千葉縣統計年鑑
1. ↑  千葉縣統計年鑑（平成3年） （页面存档备份，存于）（日語）
2. ↑  千葉縣統計年鑑（平成4年） （页面存档备份，存于）（日語）
3. ↑  千葉縣統計年鑑（平成5年） （页面存档备份，存于）（日語）
4. ↑  千葉縣統計年鑑（平成6年） （页面存档备份，存于）（日語）
5. ↑  千葉縣統計年鑑（平成7年） （页面存档备份，存于）（日語）
6. ↑  千葉縣統計年鑑（平成8年） （页面存档备份，存于）（日語）
7. ↑  千葉縣統計年鑑（平成9年） （页面存档备份，存于）（日語）
8. ↑  千葉縣統計年鑑（平成10年） （页面存档备份，存于）（日語）
9. ↑  千葉縣統計年鑑（平成11年） （页面存档备份，存于）（日語）
10. ↑  千葉縣統計年鑑（平成12年） （页面存档备份，存于）（日語）
11. ↑  千葉縣統計年鑑（平成13年） （页面存档备份，存于）（日語）
12. ↑  千葉縣統計年鑑（平成14年） （页面存档备份，存于）（日語）
13. ↑  千葉縣統計年鑑（平成15年） （页面存档备份，存于）（日語）
14. ↑  千葉縣統計年鑑（平成16年） （页面存档备份，存于）（日語）
15. ↑  千葉縣統計年鑑（平成17年） （页面存档备份，存于）（日語）
16. ↑  千葉縣統計年鑑（平成18年） （页面存档备份，存于）（日語）
17. ↑  千葉縣統計年鑑（平成19年） （页面存档备份，存于）（日語）

## 外部連結
- 車站資訊（東我孫子）：東日本旅客鐵道（日語）